# Valmont (Senna Marittima)
Valmont è un comune francese di 1 034 abitanti situato nel dipartimento della Senna Marittima nella regione della Normandia.

## Società

### Evoluzione demografica
Abitanti censiti